# École de sculpture de Berlin
Pour les articles homonymes, voir École de Berlin.

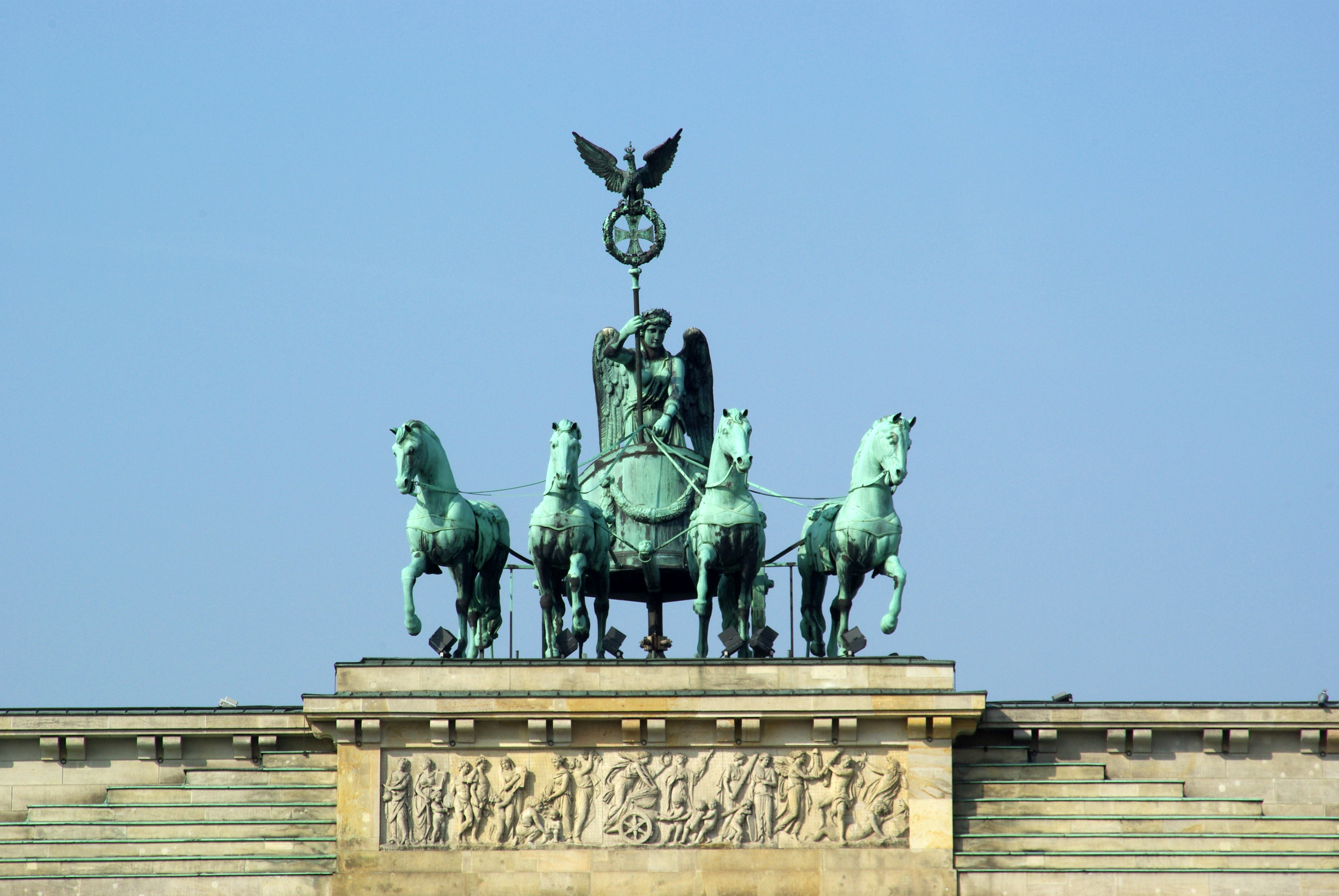
Le Quadrige de la Porte de Brandebourg par Johann Gottfried Schadow (1793)

L'école de sculpture de Berlin (Berliner Bildhauerschule) est un mouvement artistique de sculpteurs monumentaux de tendance réaliste et naturaliste qui furent actifs à Berlin au XIXe siècle jusqu'au lendemain de la Première Guerre mondiale. Les historiens d'art positionnent le début de cette école vers 1785 autour de Schadow. Elle se termine avec la génération des sculpteurs formés par Reinhold Begas. Christian Daniel Rauch, élève de Schadow, est un représentant notable de cette école qui en renouvela le style. À la fin du XIXe siècle, une partie des élèves de Begas se dirige vers le modernisme. Les tenants du classicisme se regroupent autour de Georg Kolbe et de Richard Scheibe (de).

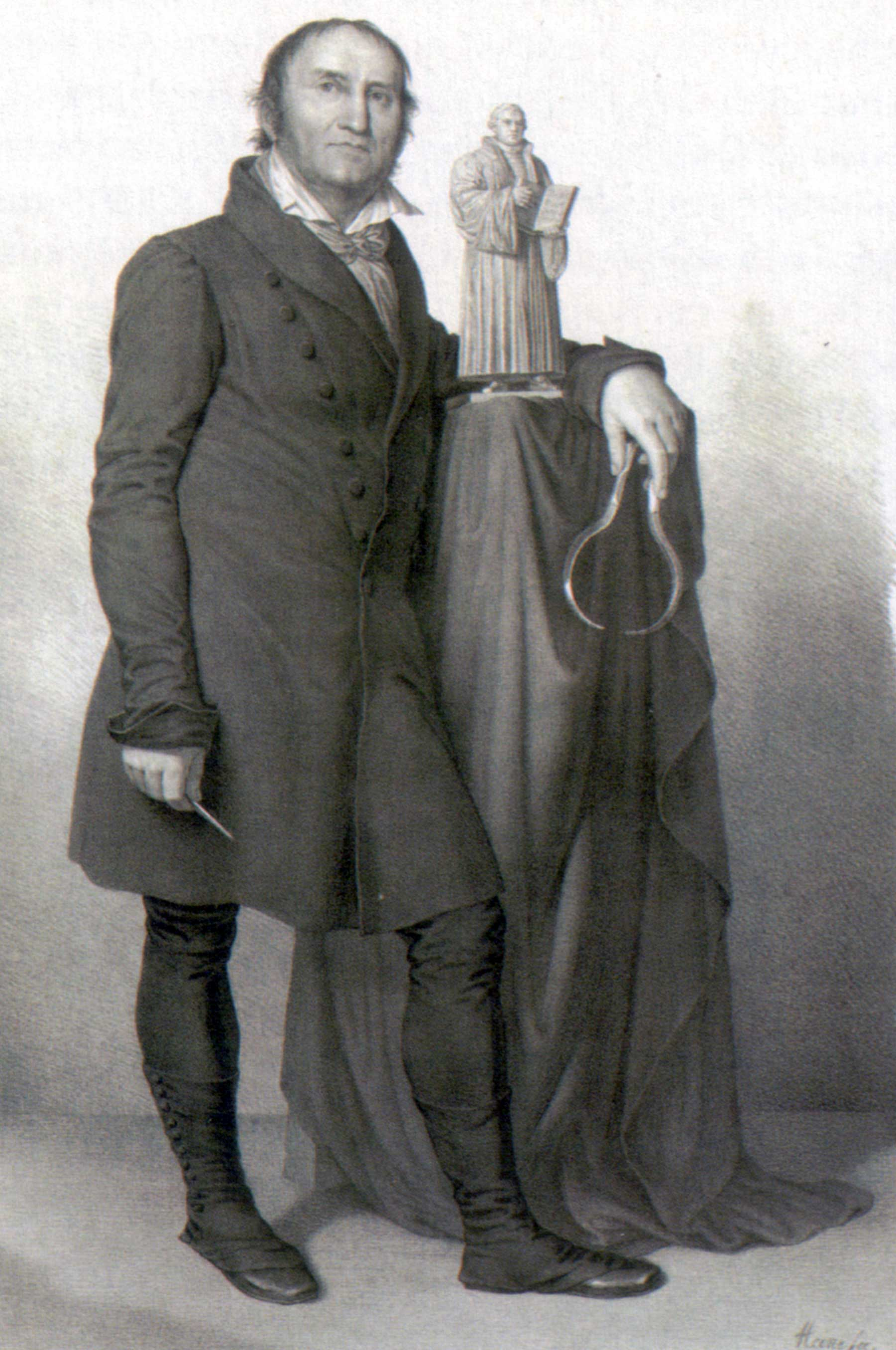
Johann Gottfried Schadow et la maquette de sa statue de Luther (1821) pour Wittemberg.

L'école de sculpture de Berlin comprend environ quatre cents sculpteurs.

## Le Réalisme de Schadow
Johann Gottfried Schadow, disciple d’Andreas Schlüter, opposa au romantisme un réalisme souvent cru. La statue en pied du général de cavalerie Hans Joachim von Zieten (1799) est typique, selon Uta Lehnert, de la monumentalité réaliste de Schadow. Dans la controverse avec Goethe, que le réalisme prosaïque des Berlinois rebutait, et qui rejeta le buste que Schadow avait fait de lui-même (1823), Schadow écrivit que « L'Art véritable réside précisément dans le rendu de la Vérité, non dans l'imitation servile d'idéaux étrangers... » Avec ce buste, Schadow ne représentait pas tant le prince des poètes que le ministre ducal engoncé dans son uniforme de cour dépouillé.

## L'École Rauch

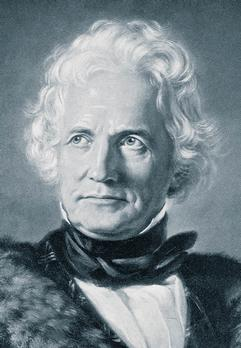
Christian Daniel Rauch affirma la tendance réaliste de l’École de Berlin.

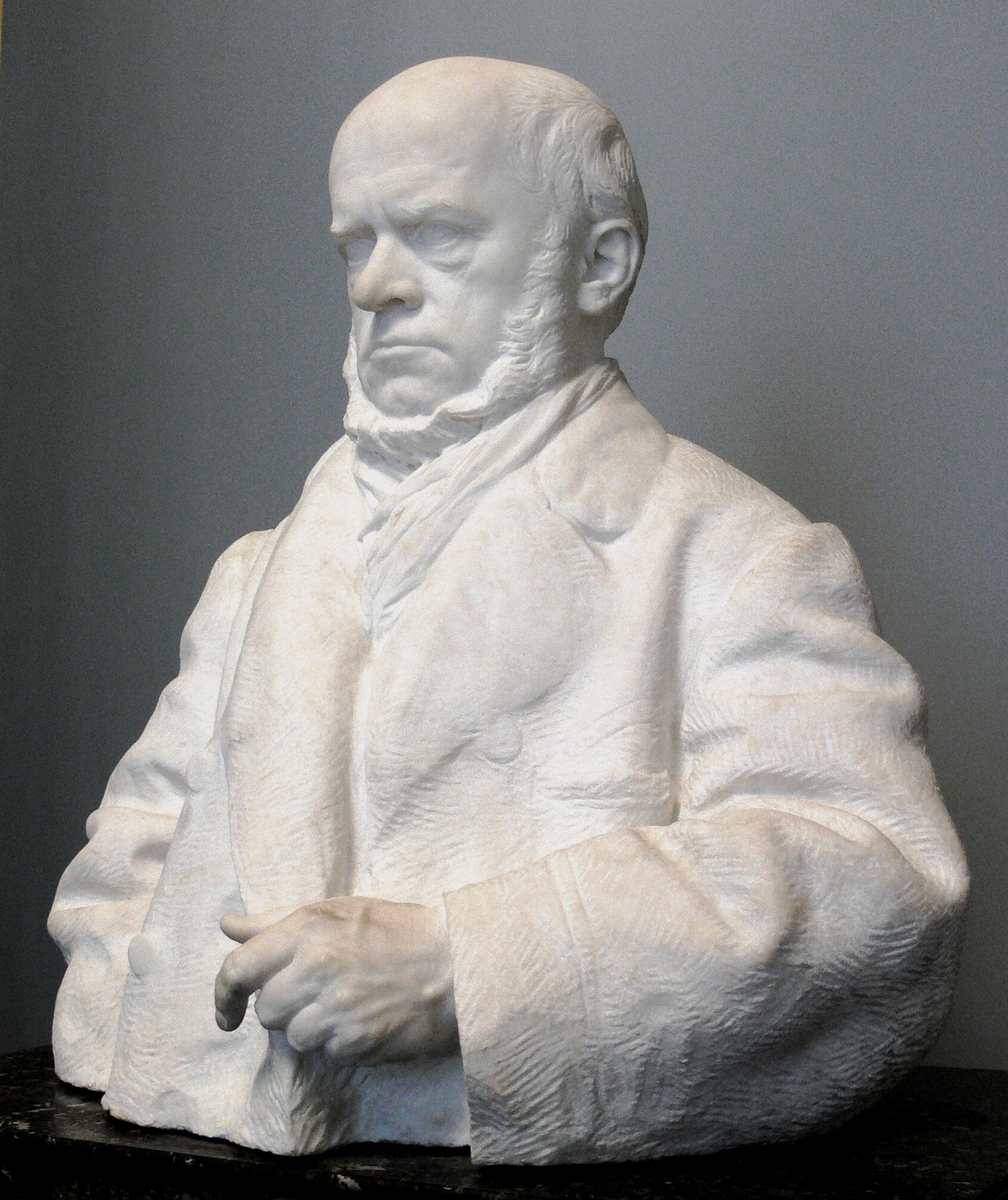
Reinhold Begas :
Buste d’Adolph von Menzel, vers 1875-76.

Trois ans avant son maître, un disciple de Schadow, Christian Daniel Rauch, avait réalisé un buste de Goethe « qui montre le sujet dans un total réalisme comme décidé et apaisé, tel un dieu de l'Olympe intemporel. » Le classicisme de Rauch et de son École avait peu d'égards aux détails anatomiques et vestimentaires. Il exprimait les singularités du sujet par la continuité des traits, la tension des surfaces et l'exigence formelle. Ses œuvres sont imprégnées de l'idéal classique allemand.
L'atelier que Rauch avait monté à Berlin à son retour de Carrare, baptisé le Lagerhaus, passait pour le laboratoire de l'école de sculpture de Berlin. Ses disciples exportèrent son mode d'expression en Europe et aux USA, et firent eux-mêmes école. Albert Wolff, Gustav Blaeser, Friedrich Drake, Fritz Schaper, Rudolf Siemering, Melchior zur Straßen (de), Elisabet Ney et Albert Manthe sont autant de représentants de l'École de Rauch.

## Begas et le tournant néo-baroque

### De l’ethosde Rauch aupathosde Begas
Dans le climat d'euphorie qui accompagna l'Unité allemande de 1871 et l'élan de l'ère des fondateurs, la simplicité dépouillée des disciples de Rauch n'était plus vraiment de mise : le style néo-baroque de Reinhold Begas permettait, au contraire, l'expression des aspirations à l'apparence et au bien-être matériel. L'émergence de sépultures monumentales couvertes de statues comme on peut en voir au cimetière de Dorotheenstadt mit un terme à la sévérité des formes, au profit d'un naturalisme expressif, parfois outré, aux tendances décoratives exubérantes. Pour l'exposition que Peter Bloch a consacrée en 1990 à l'« École de sculpture de Berlin 1786-1914 », l'affiche oppose nettement les deux courants de l'École : Ethos und Pathos – à savoir l’ethos de l'École Rauch et le pathos néo-baroque de Begas. Outre Begas, les principaux représentants du courant néo-baroque sont son cadet Karl Begas, Norbert Pfretzschner (de), Cuno von Uechtritz-Steinkirch et Gustav Eberlein.

### Un chef-d'œuvre: laSiegesalleede Berlin
Le monument national pour l'empereur Guillaume Ier de Begas, édifié entre 1889 et 1897 sur la place du Château de Berlin, est le symbole de la monumentalité wilhelminienne. La démesure architecturale culmine avec la Siegesallee, avenue triomphale du commanditaire, Guillaume II, rebaptisé plaisamment l’allée des poupées par une partie des Berlinois.
27 sculpteurs, coordonnés par Reinhold Begas, s'attelèrent à la construction de ces 32 bustes ou effigies en pied de monarques brandebourgeois et prussiens.
La Siegesallee aura été, selon Uta Lehnert, « la pierre de touche de l'École berlinoise », qui y déploya toutes les facettes de son talent dans la variété de ses modes d'expression. Parmi les artistes impliqués, il y eut entre autres August Kraus, qui, avec Louis Tuaillon, Bernhard Heising (de) et August Gaul, prit le contre-pied du néo-baroque de Begas avant de se mêler à la Berliner Secession, et qui compte au nombre des pionniers du modernisme. Toutefois, le courant de la Berliner Secession « trouva moins d'écho dans la sculpture que dans la peinture. »

## Tendances modernistes
Si Begas avait lutté contre l'École Rauch en tant qu'avant-gardiste, il passa pour un conservateur dans la polémique qui, ensuite, l'opposa aux tenants du Jugendstil. Sous l'impulsion du manifeste d'Adolf von Hildebrand, « La question de la forme dans les Beaux-arts » » (1893), la statuaire monumentale des Modernes opposa au décorum néo-baroque une stylisation poussée des formes.
Le traitement sommaire des surfaces et la symbolisation des formes propres au Jugendstil transparaît jusque dans la statue du margrave Jean II taillée par Reinhold Felderhoff (de) pour la Siegesallee. Felderhoff fut le seul sculpteur de l'avenue triomphale à rechercher pour son personnage un monument impersonnel. Il réalisa une figure de guerrier typée, sobre et réfléchie, fixant le sol, « qui suggère le thème du mémorial. » Le commanditaire Guillaume II, qui avait dénoncé dans un discours officiel l'art moderne comme un relent de caniveau, n'apprécia guère cette œuvre. Outre Felderhoff et Kraus, Peter Breuer (de), Adolf Brütt et Ludwig Cauer se rattachent au mouvement moderniste. Vers la fin du XIXe siècle, la palette artistique de l'École de Berlin allait « du culte de la tradition dans la veine de Rauch à l'Art nouveau en passant par le néo-baroque de Begas. ».

## Évolution jusqu'en 1914

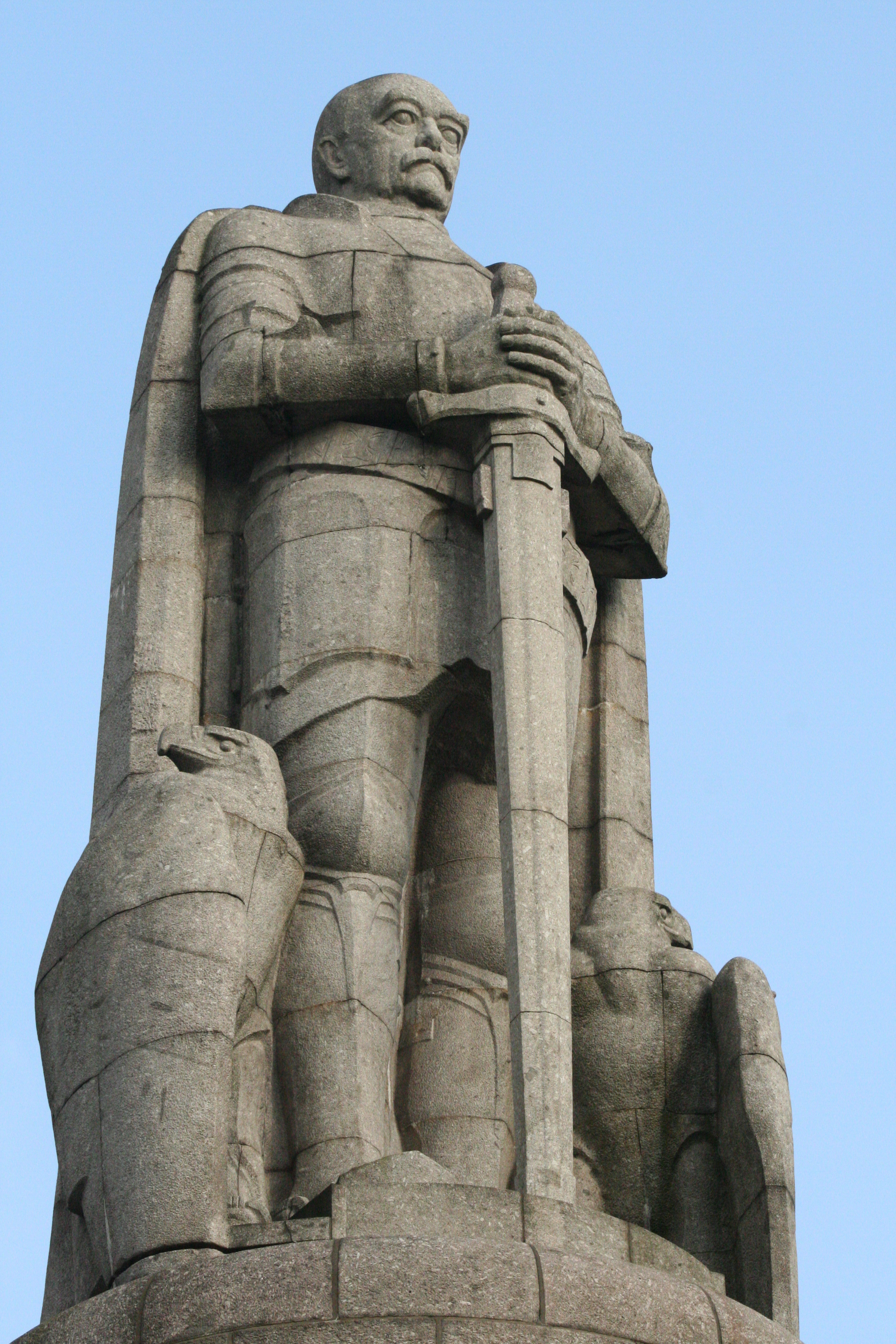
Hugo Lederer et Emil Schaudt : détail du Monument de Bismarck (1902).

Les premiers représentants de la sculpture berlinoise de la Belle Époque ont été surtout August Gaul ou le tenant du Jugendstil Hugo Lederer qui a conçu avec l'architecte Emil Schaudt (de) la statue monumentale de Bismarck à Hambourg, et l'a sculptée en 1902. Ni Gaul ni Lederer ne succombèrent à la vogue du symbolisme, qui s'opposa d'emblée au naturalisme en tâchant de renouer avec certains canons du romantisme, et qui jetait un nouveau défi à l'École de Berlin.
Dans l'ensemble, Ursel Berger juge l'École de Berlin d’avant-guerre « plutôt cohérente [...] Les sculpteurs berlinois sont restés pratiquement étrangers au véritable symbolisme des autres villes d'Europe [...] Rodin ne paraît pas avoir été vraiment pris au sérieux à Berlin, bien qu'il ait été plusieurs fois exposé dans le cadre du mouvement sécessionniste ». Même l'art raffiné de la Wiener Secession n'a trouvé aucun écho à Berlin ;  ce n'est que dans les œuvres de jeunesse de Georg Kolbe, ou chez Arthur Lewin-Funcke, Fritz Klimsch et Carl Otto, mort prématurément, que l'on retrouve occasionnellement certains thèmes du symbolisme et de l'Art nouveau.
Ernst Barlach parvint à renouveler l'expression au moyen de formes brutes, dont il avait trouvé l’inspiration en Russie. Ses compositions impersonnelles de mendiants et de paysans « ont dû heurter le Berlin wilhelminien [...] Il découvre une nouvelle manière plastique qui en fait l'un des pionniers de l'expressionnisme. » Il faut toutefois reconnaître que l'influence de Barlach est restée secondaire sur l'école de sculpture de Berlin.

## Postérité depuis 1945
Le classicisme de l'école de sculpture de Berlin se reflète surtout dans les statues de Georg Kolbe et jusque dans les années 1950 dans les compositions et portraits de Richard Scheibe (de) ainsi que dans les moulages de Renée Sintenis. Sintenis et Scheibe ont été formés à l'École des Beaux-Arts de Berlin d'après 1945, qui au milieu des années 1950 vit s'opposer deux conceptions. Richard Scheibe est passé au second plan, tandis qu'un Hans Uhlmann (de) et ses compositions abstraites en métal, brocardé par les Nazis comme un artiste dégénéré, occupe le devant de la scène. Une disciple de Scheibe, Katharina Szelinski-Singer, refusa de rallier les  tendances artistiques modernes et poursuivit dans la veine figurative de son maître, du moins avec sa première œuvre publique, le monument dédié aux Femmes des ruines (Berlin-Neukölln, 1955). C'est pourquoi les historiens de l'art continuent de situer Szelinski-Singers comme continuatrice de la période berlinoise de Wilhelm Lehmbruck, dans la lignée des Georg Kolbe, Käthe Kollwitz, Ernst Barlach, Gerhard Marcks et Renée Sintenis, et enfin son propre maître, Richard Scheibe. Selon Helmut Börsch-Supan, l'École berlinoise, par delà la multiplicité de ses ramifications, se caractérise d'abord par le souci de l'image du corps humain.

## Quelques personnalités de l'école de Berlin

### Autour de Schadow
- Heinrich Kaehler (de)
- Johann Gottfried Schadow
- Friedrich Tieck
- Theodor Kalide (de)

### Atelier de Rauch
- Gustav Blaeser
- Alexander Calandrelli
- Friedrich Drake
- Erdmann Encke
- August Fischer (de)
- Hugo Hagen
- Ernst Herter
- Theodor Kalide (de)
- August Kiß
- Albert Manthe
- Julius Moser (de)

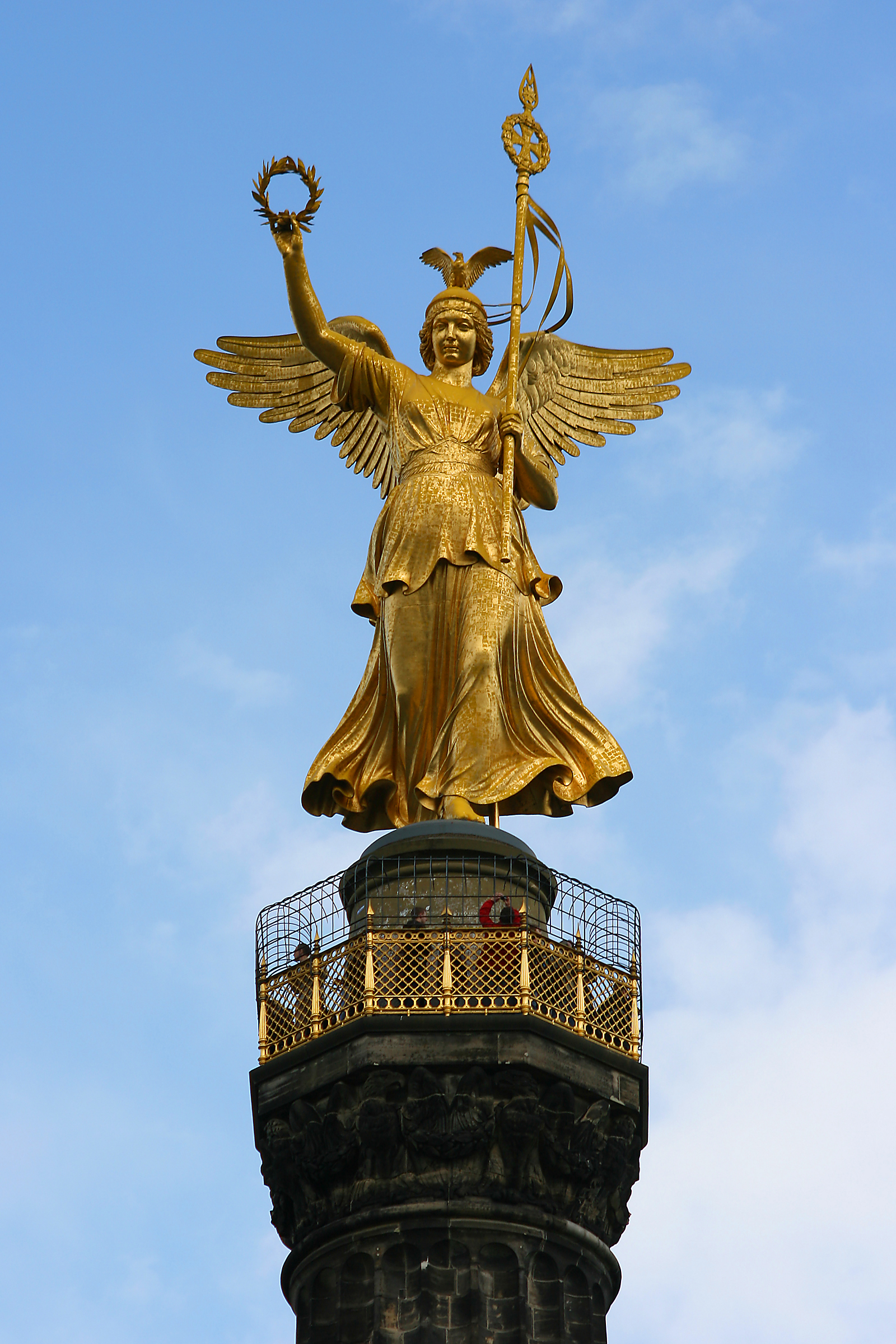
La Victoire au sommet de la Colonne de la Victoire de Berlin, par Friedrich Drake

- Christian Daniel Rauch (fondateur)
- Fritz Schaper (entre l'école de Rauch et le néo-baroque)
- Rudolf Siemering
- Albert Wolff
- Martin Wolff (de)

### Atelier de Begas (courant néobaroque)
- Hans Arnold (de)
- Robert Baerwald (de)
- Karl Begas
- Reinhold Begas (fondateur)
- Gustav Eberlein
- Hans Weddo von Glümer (de)
- Otto Lessing
- Norbert Pfretzschner (de)
- Walter Schott
- Cuno von Uechtritz-Steinkirch

### Courant Moderne

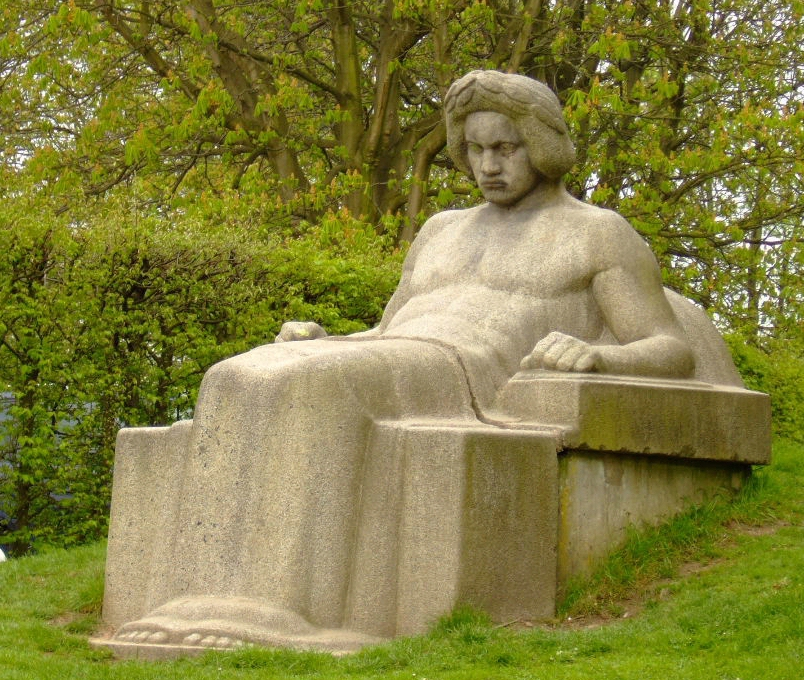
Monument de Beethoven à Bonn (Rheinaue) par Peter Breuer

- Peter Breuer (de)
- Adolf Brütt
- Ludwig Cauer
- Reinhold Felderhoff (de)
- August Gaul
- Bernhard Heising (de)
- August Kraus
- Hans Perathoner (de)
- Fritz Röll
- Louis Tuaillon

## Source
- (de) Cet article est partiellement ou en totalité issu de l’article de Wikipédia en allemand intitulé « Berliner Bildhauerschule » (voir la liste des auteurs).